# 陳可鈺
陳可鈺（1882年9月24日—1944年10月14日），字景瑗。廣東省清遠市石潭鎮雷坑村人，祖籍陽山縣東江村。中國同盟會成員。

## 生平
八歲入塾讀書，之後就讀清遠初級師範學堂，1905年考入廣東陸軍講武堂。畢業後派任新軍二標見習官，後被選入陸軍講武學堂學習，並在當時認識鄧鏗。1911年與鄧鏗一起參與武昌起義，1920年任粵軍第一師參謀長。1922年6月16葉舉、洪兆麟在廣州發動六一六事變，叛軍包圍觀音山總統府，警衛一、二營被解除武裝，陳可鈺被拘禁。1925年任國民革命軍第四軍副軍長，1927年3月因患腸結核請假赴日就醫，1929年回粵，之後變退出軍政界。1944年10月14日病逝，1945年4月18日追贈陸軍中將。